# Коварский, Виктор Анатольевич
Ви́ктор Анато́льевич Кова́рский (31 декабря 1929, Харьков — 4 июля 2000, Кишинёв) — советский и молдавский физик-теоретик, биофизик, доктор физико-математических наук (1970), профессор (1971), академик Академии наук Молдавии (1992). Лауреат Государственной премии Молдавии (1987).

## Биография
Виктор Коварский родился в 1929 году в Харькове в семье видного генетика-селекционера Анатолия Ефимовича Коварского и агронома Доры Абрамовны Клейман (1903—1978). С 1935 года семья жила в Херсоне, в годы Великой Отечественной войны — в эвакуации во Фрунзе, а с августа 1944 года поселилась в Кишинёве, куда его отец был направлен возглавить кафедру селекции и семеноводства Кишинёвского сельскохозяйственного института. В. А. Коварский окончил в Кишинёве среднюю школу № 3 (в одном классе с физиологом Я. А. Альтманом и онкологом И. Ф. Зисманом).
В 1952 году окончил физико-математический факультет Кишинёвского государственного университета, защитив выпускной тезис под руководством профессора Ю. Е. Перлина. 24 августа 1952 года женился на сокурснице Бригитте Оренштейн. Одногруппником и близким другом Коварского был также физикохимик И. Б. Берсукер, и тогда же он подружился с математиком И. Ц. Гохбергом.
Публиковаться начал в 1954 году. В 1952—1960 годах — преподавал на факультете высшей математики и теоретической механики Кишинёвского сельскохозяйственночо института. В 1959 году в Киевском институте физики защитил кандидатскую диссертацию по теме «Исследования теории рассеивания и рекомбинации в полупроводниках».
С 1961 года В. А. Коварский работал в Академии наук Молдавской ССР: в 1961—1963 годах — старший научный сотрудник Института математики, в 1963—1969 годах — старший научный сотрудник Института прикладной физики, с 1969 года — заведующий лабораторией физической кинетики (с 1971 года — профессор, с 1995 года — professor emeritus). В 1970 году в Киевском институте теоретической физики защитил докторскую диссертацию по теме «Теория многоквантовых процессов в кристаллах». С 1972 состоит в КПСС. В 1972 году избран членом-корреспондентом Молдавской Академии Наук, в 1992 году — академиком. Возглавлял научные советы Молдавской Академии Наук по биофизике, теоретической и математической физике, оптической электронике, физике и технологии полупроводников. Награждён орденом «Gloria Muncii» (слава труду), медалью Академии Наук Молдавии «Дмитрий Кантемир».
Основные исследования в области кинетики многоквантовых процессов в физике конденсированных сред, квантовой биофизики, синергетики, теории взаимодействия сверхкоротких импульсов лазерного излучения, молекулярной биологии. Установил резонансную зависимость скорости химической реакции от ядерных переменных координат реагентов (1962). Предложил некондовское приближение в теории безызлучательных переходов, исследовал роль статических свойств электромагнитного излучения в многофотонных процессах.
В 1999 году в Кишинёве была опубликована книга автобиографической прозы и стихотворений В. А. Коварского «Стрела времени в моей жизни».

## Семья
- Жена — Бригитта Пинкусовна (Петровна) Коварская (урождённая Оренштейн; 1930—1998), физик, кандидат физико-математических наук, автор учебника для ВУЗов «Физика в задачах» (1993), библиографического указателя «Периодические и продолжающиеся издания СССР по математике и смежным отраслям», иллюстрированных книг «Узоры вязания крючком» (Кишинёв: Тимпул, 1986; 2-е издание — 1988), «Уроки вышивания» (с Е. Ф. Евдокимовой, Кишинёв: Тимпул, 1988 и 1989) и «Вяжем для детей» (Минск: Полымя, 1989), биографического обзора (отдельными изданиями на русском и румынском языках) «Academicieni din Basarabia şi Transnistria: A doua jumătate a sec. al 19-lea — prima jumătate a sec. al 20-lea» (Академики из Бессарабии и Приднестровья: вторая половина XIX — первая половина XX в., на румынском языке, Кишинёв: Центр Института Истории АН Молдовы — Centru de Editare şi tipar al Institutului de Istorie, 1996), очерков по истории бессарабского еврейства.
  - Сын — Евгений Викторович Коварский (род. 1953), физик, инженер электронной техники.
  - Дочь — Лариса Викторовна Коварская (1958—1990), детский врач-невропатолог.
- Братья — Валентин Анатольевич Коварский (1927—2005), молдавский агроном-физиолог, кандидат сельскохозяйственных наук, автор научных трудов, в том числе монографий «Оптическая технология увеличения питательности кормов» (2005) и «Процессы увеличения обменной энергии кормов и биологической ценности протеина при адаптивном питании животных» (2007); Владимир Анатольевич Коварский, агроном.

## Публикации
- Список научных публикаций по физике (недоступная ссылка)
- Список публикаций по биофизике и молекулярной биологии (недоступная ссылка)
- Атом в поле излучения многочастотного лазера. УФН 1980 (полный текст статьи) Архивная копия от 18 мая 2015 на Wayback Machine
- Квантовые процессы в биологических молекулах. Ферментативный катализ. УФН 1999 (полный текст обзора) Архивная копия от 17 мая 2015 на Wayback Machine

### Монографии
- Кинетика безызлучательных процессов. Институт прикладной физики АН Молдавской ССР. Кишинёв: Штиинца, 1968.
- Многоквантовые переходы. Кишинёв: Штиинца, 1974.
- Оптические и кинетические эффекты в сильном электромагнитном поле (редактор). Кишинёв: Штиинца, 1974.
- Недиабатические переходы в сильном электромагнитном поле (с Н. Ф. Перельманом и И. Ш. Авербухом). Кишинёв: Штиинца, 1980.
- Многоквантовые процессы (с Н. Ф. Перельманом и И. Ш. Авербухом). Москва: Энергоатомиздат, 1985.
- Оптические свойства молекулярных систем в поле низкочастотного лазерного излучения (с А. В. Белоусовым и Э. П. Синявским). Кишинёв: Штиинца, 1986.
- Оптическая технология увеличения питательности кормов (посмертное издание со старшим братом Валентином Коварским, Борисом Филиппом, Емилией Лупу и Владимиром Бузовым). Кишинёв: Штиинца, 2005.

### Художественная проза
- Стрела времени в моей жизни. (недоступная ссылка) Кишинёв, 1999.